# Acanthomytilus jablonowskii
Acanthomytilus jablonowskii är en insektsart som beskrevs av Ferenc Kozár och Matile-ferrero 1983. Acanthomytilus jablonowskii ingår i släktet Acanthomytilus och familjen pansarsköldlöss. Inga underarter finns listade i Catalogue of Life.